# Diakoniekirche (Wuppertal)

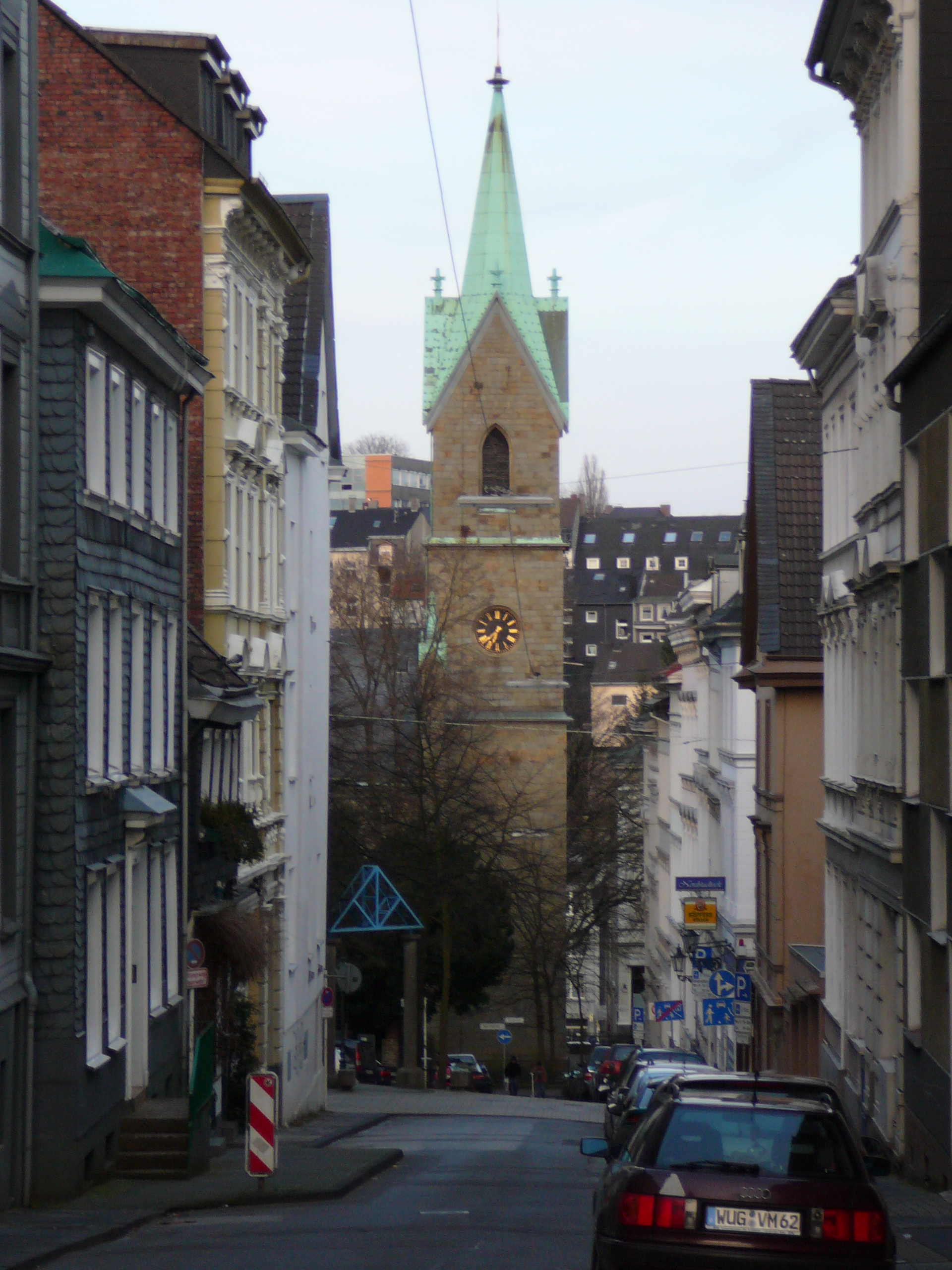
Ansicht von der Ludwigstraße

Die Diakoniekirche (bis 2006 Kreuzkirche, vor 1930 II. Lutherische Kirche, im Volksmund auch Hippenkirche genannt) in der Friedrichstraße ist der älteste Kirchenbau der Elberfelder Nordstadt in Wuppertal.

## Geschichte

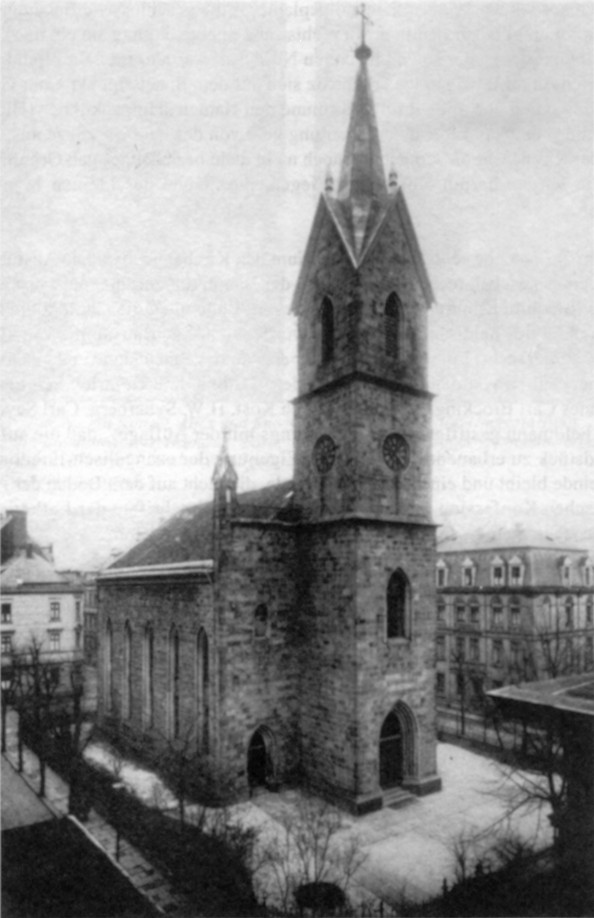
Ansicht um 1900

Die größer gewordene lutherische Gemeinde in Elberfeld beschloss 1847 den Bau einer zweiten Kirche. Als Bauplatz wurde eine kleine Erhöhung nördlich der geschlossenen Bebauung Elberfelds gewählt. Der volkstümliche Name Hippenkirche soll von dieser Lage (Hippe – „Erhöhung“) oder von den um die Kirche herum grasenden Ziegen, im Dialekt ebenfalls Hippe, herrühren. Einige Gemeindemitglieder trugen durch Spenden beträchtlich zu den Baukosten von 24.000 Talern bei, allerdings unter der Auflage, „dass die auf dem Grundstück zu erbauende Kirche stets Eigentum der evangelisch-lutherischen Gemeinde bleibt und eine andere Gemeinde, die nicht auf dem Boden der Augsburgischen Konfession und der übrigen Bekenntnisschriften der Lutherischen Kirche steht, niemals Eigentümerin der Kirche werden kann“. Wer den eigentlichen Entwurf für die Kirche erstellt hat, ist unsicher. Einfluss auf die Pläne nahm zumindest beratend der Schinkel-Schüler Friedrich August Stüler, die Bauarbeiten leitete ein Stadtbaumeister Heuse. Die Kirche konnte am 15. Mai 1850 eingeweiht werden und fasste ursprünglich Sitzplätze für 1032 Personen.

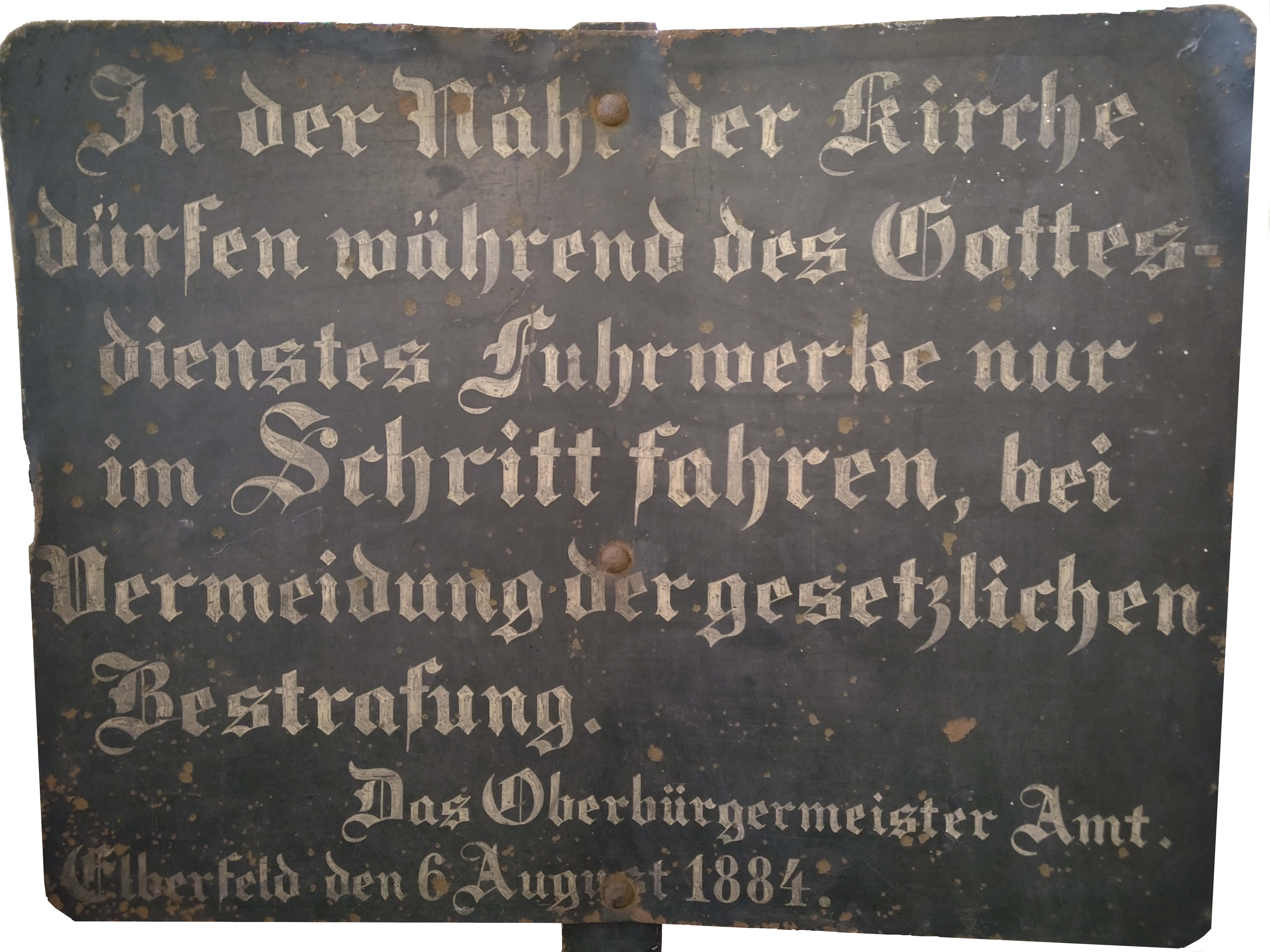
Historisches Hinweisschild für die Fuhrwerke aus dem Jahre 1884.

1927 wurde der Innenraum der Kreuzkirche durch Arno Eugen Fritsche tiefgreifend umgestaltet. Die prächtige gotische Innenausstattung wurde durch eine neobarocke Kanzelwand ohne Schalldeckel ersetzt und das Gestühl in Richtung der Kanzel gestellt. Den Zweiten Weltkrieg überstand die Kirche mitsamt großen Teilen der Elberfelder Nordstadt weitgehend unbeschadet, nur die Fenster gingen verloren. Nach 1945 wurde der Innenraum erneut umgestaltet, wobei die Kanzel seitlich des Chores positioniert und das Gestühl wieder in gerader Richtung mit einem neuen Mittelgang umgestellt wurde; die Sitzplatzanzahl betrug nunmehr noch 800. Ein vorläufig letztes Mal wurde die Kirche 1955 umgestaltet, wobei die neobarocke Innenausstattung zugunsten einer schlichten, hellen Holzausstattung mit einfacher Kanzel und Altar entfernt wurde.

## Glocken
Die Kirche besaß einst ein im Jahre 1859 gegossenes Geläute. Dieses musste im Jahre 1943 für Rüstungszwecke abgeliefert werden. Sie wurden über eine Seilkonstruktion durch die Schallfenster gehoben, da der Transport der Glocken durch das Treppenhaus nicht mehr möglich war. Grund dafür war das neueingebaute Orgelwerk. Die größte Glocke unter ihnen müsste durch ihre Größe noch vor Ort im Turm zerschlagen werden. Während des Abseilens der zweitgrößten Glocke verunglückte ein Arbeiter durch seine Unachtsamkeit tödlich. 
Im Turm der evangelischen Kreuzkirche hängt ein aus drei Glocken bestehendes Geläute. Alle drei Glocken wurden im Jahre 1952 von der Glocken- und Kunstgießerei Rincker gegossen. Sie wurden auf die Töne e′, g′ und a′ gestimmt, die das Te Deum-Motiv bilden.

## Baubeschreibung

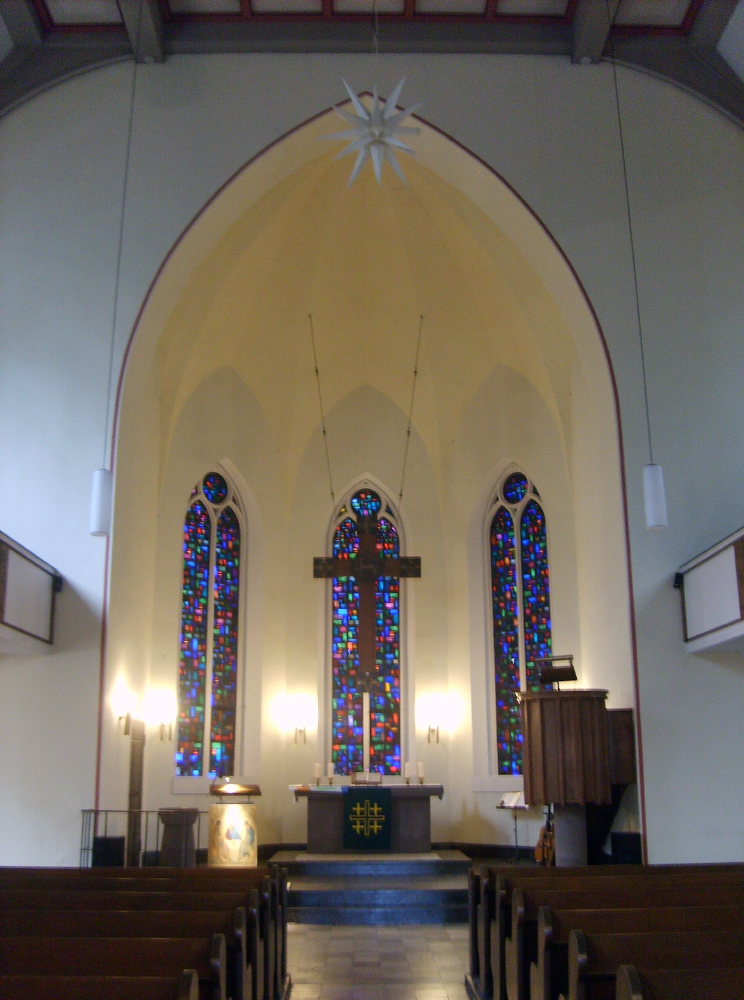
Innenansicht der Kirche vor dem letzten Umbau

Das Gebäude ist in einem schlichten, neogotischen Stil gehalten, der Raumtyp folgt jedoch wie der vieler evangelischer Wuppertaler Kirchenbauten (z. B. der Alten Kirche der Gemeinde) dem Typ bergischer Predigtkirchen mit einem einschiffigen Kirchsaal, eingezogenen Emporen und einem der Fassade mittig vorgesetzten Turm (47,80 m). Mit der Fassade wendet sich die Kirche der Innenstadt zu, Altar und Chorraum weisen nach Norden. Den Kirchraum erhellen auf den beiden Längsseiten je fünf hohe Spitzbogenfenster, die durch die Emporen im Innern in zwei Teile gegliedert werden. Der Kirchturm ist viergeschossig. Über dem gotischen Hauptportal befindet sich ein Maßwerkfenster, das den im Turm befindlichen Treppenaufgang zur Empore beleuchtet. Darüber befindet sich ein Uhrgeschoss, das wie das darüber liegende Glockengeschoss durch ein Kaffgesims abgegliedert ist. Über den vier steilen Giebeln ragt ein schmaler, achteckiger Turmhelm empor, der wie heute noch die Giebel von einer Kreuzblume gekrönt war. An der Fassade zu den Seiten des Turms sind bis auf die Höhe des zweiten Turmgeschosses Stirnwände hochgezogen, die das Satteldach des Kirchraums fast vollständig verdecken. In ihnen befinden sich zwei Seitenportale und zwei kleinere spitzbogige Blendfelder im Obergeschoss. Diese Stirnflächen werden von einer gusseisernen Balustrade abgeschlossen, an den beiden Enden befinden sich zwei kleine Turmspitzen, die Miniaturen der eigentlichen Turmspitze sind. Der ausschließlich verwendete helle Sandstein und die verkupferten Dachelemente betonen die Schlichtheit des Gebäudes, das an der Nordseite mit einem Chor in Form eines halben Achtecks abgeschlossen ist. Die erst später erfolgte Bebauung der Elberfelder Nordstadt läuft trotz des hügeligen Profils mit vier geraden Straßen auf die Kirche zu, die von einem engen Platz umgeben ist, was dem Gotteshaus die Sichtbarkeit aus einiger Entfernung verschafft.
Der fünfachsige Innenraum war auf drei Seiten von Emporen umsäumt, die auf schlanken, gusseisernen Säulen ruhten, die Orgel befand sich an der Westwand. Der halbachteckige Chor war durch eine hölzerne Kanzelwand vom übrigen Kirchraum abgetrennt, über der in der Mitte (auf Emporenhöhe) die Kanzel thronte. Hinter der Kanzelwand befand sich die Sakristei. Eine Renovierung durch den Kirchenbaumeister Arno Eugen Fritsche 1930 verkleinerte die Emporen und ordnete die Sitzbänke halbachteckig um den Altar, die Kanzelwand wurde durch einen niedrigeren, schlichteren Einbau ersetzt. Nach dem Zweiten Weltkrieg, der die Kirche verschonte, wurde bei einer neuerlichen Umgestaltung (Adolf Schulz, 1955) der Chor völlig freigelegt, wodurch die drei langen Chorfenster erstmals vollständig sichtbar wurden, und eine niedrige Kanzel wurde neben den Altar gesetzt.

### Orgel

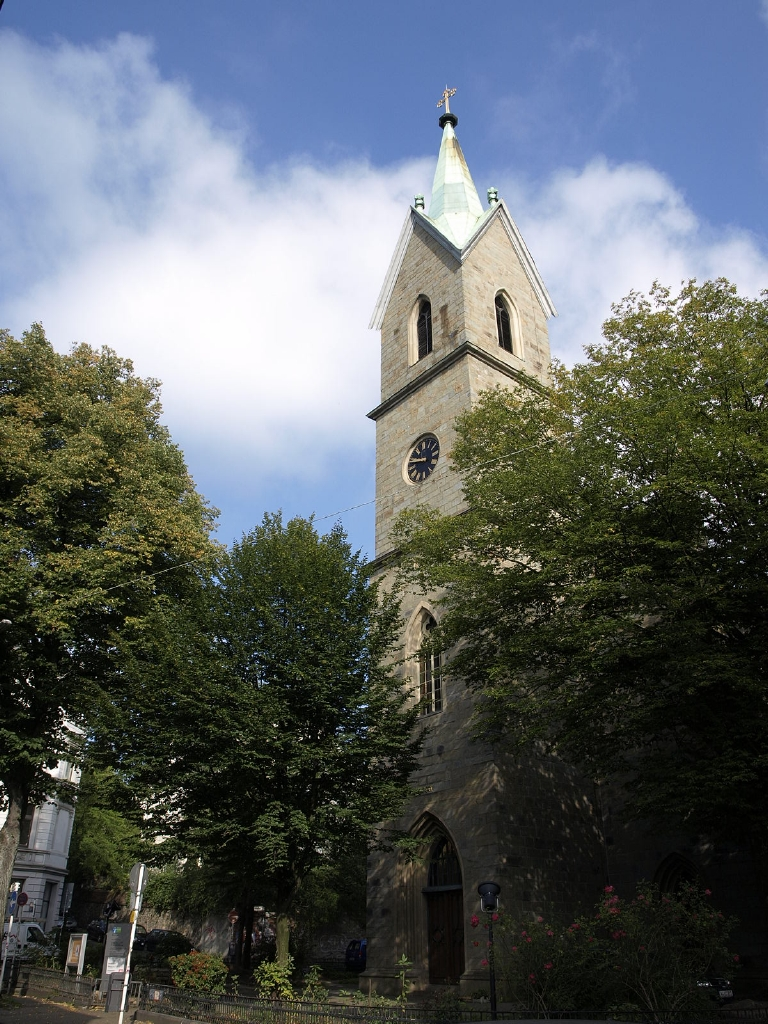
Ansicht mit dem Helene-Weber-Platz

Bereits seit 1852 befand sich in der Kirche eine Ibach-Orgel, welche 1931 durch ein pneumatisches Instrument aus dem Hause Paul Faust ersetzt wurde. Da sich die Pneumatik im Laufe der Jahre allerdings als äußerst störanfällig erwies, entschied man sich nach dem Umbau 1955 für einen Neubau. Das Instrument wurde 1967 von Rudolf von Beckerath Orgelbau angefertigt und wurde am 6. November 1968 feierlich eingeweiht.
| I Oberwerk C–g3 |                             |        |
| 1.              | Koppelgedackt               | 8′     |
| 2.              | Quintade (ab 1978 Gemshorn) | 8′     |
| 3.              | Prinzipal                   | 4′     |
| 4.              | Blockflöte                  | 4′     |
| 5.              | Quintflöte                  | 2 ⁄3′  |
| 6.              | Waldflöte                   | 2′     |
| 7.              | Terz                        | 1 3⁄5′ |
| 8.              | Sifflöte                    | 1'     |
| 9.              | Scharf IV                   |        |
| 10.             | Sordun                      | 16′    |
| 11.             | Schalmei                    | 8′     |
|                 | Tremulant                   |        |

| II Hauptwerk C–g3 |              |       |
| 12.               | Gedackt      | 16′   |
| 13.               | Principal    | 8′    |
| 14.               | Rohrflöte    | 8′    |
| 15.               | Octave       | 4′    |
| 16.               | Hohlflöte    | 4′    |
| 17.               | Nasat        | 2 ⁄3′ |
| 18.               | Octave       | 2'    |
| 19.               | Mixtur IV-VI |       |
| 20.               | Trompete     | 8′    |

| III Brustwerk C–g3 |             |       |
| 21.                | Holzgedackt | 8′    |
| 22.                | Rohrflöte   | 4′    |
| 23.                | Prinzipal   | 2′    |
| 24.                | Gemsquinte  | 1 ⁄3′ |
| 25.                | Zimbel III  |       |
| 26.                | Cromorne    | 8′    |
|                    | Tremulant   |       |

| Pedal C–f1 |                 |     |
| 27.        | Prinzipal       | 16′ |
| 28.        | Octave          | 8′  |
| 29.        | Pommer          | 8′  |
| 20.        | Octave          | 4′  |
| 31.        | Nachthorn       | 2′  |
| 32.        | Rauschpfeife IV |     |
| 33.        | Posaune         | 16′ |
| 34.        | Trompete        | 8'  |
| 35.        | Schalmei        | 4′  |

- Koppeln: III/II; I/II; III/I; I/P; II/P
- Spielhilfen: Vier Generalsetzerkombinationen, zwei Pedalsetzerkombinationen

Seit 1994 befand sich in der Kirche zusätzlich ein 1970 angefertigtes Positiv aus dem Hause Harald Strutz, welches 1994 aus dem Martin-Luther-King-Haus übernommen wurde.
| Manual C–g3 |             |    |
| 1.          | Holzgedackt | 8′ |
| 2.          | Rohrflöte   | 4′ |
| 3.          | Prinzipal   | 2′ |
| 4.          | Scharff II  | 1′ |

Mit Umbau der Kirche zur Diakoniekirche wurden beide Instrumente verkauft.

## Diakoniekirche
Nach Vereinigung der Evangelischen Kirchengemeinde Elberfeld-Nord mit der Evangelisch-lutherischen Kirchengemeinde am Kolk 2005 wurde die Kreuzkirche aufgrund ihrer Lage zwischen der Friedhofskirche und der Kirche am Kolk als Gottesdienststätte überflüssig. 2006 wurden die Kirche und das angrenzende Pfarrhaus von der Gemeinde der Diakonie Wuppertal übergeben, welche das Gebäude nach umfangreichen Umbaumaßnahmen weiternutzt. Die Umbaumaßnahmen beinhalteten eine flexible Bestuhlung im Kirchsaal, Einbau eines Zwischengeschosses mit Gemeinderäumen und den Einbau einer Küche. Heute nutzt die Diakonie die Kirche unter dem Namen DiakonieKirche als offenen Treffpunkt für Anwohner der Elberfelder Nordstadt mit umfangreichem Angeboten im Bereich Miteinander und Freizeit.
Aufgrund der hohen Unterhaltungskosten strebt die Diakonie seit 2017 den Verkauf der Kirche an. Umfangreiche Proteste der Anwohner führten dazu, dass die Verkaufspläne zurzeit wieder ruhen. Nachdem die Wuppertaler Gemeinde der Kimbanguistenkirche Interesse bekundet hatte, wurde unter anderem in Frage gestellt, ob diese die Kirche dauerhaft finanzieren könne. Ende 2017 wird mit hoher Bürgerbeteiligung nach neuen Ideen gesucht, wie die Kirche als offener Treffpunkt erhalten bleiben könne.
Im April 2023 wurde bekannt gegeben, dass Entwidmung und Verkauf der Diakoniekirche beschlossen wurden, die diakonischen Projekte werden zukünftig an anderen Standorten der Diakonie Wuppertal fortgeführt.